# كهوف تي أنا أو
كهوف تي أنا أو هي نظام مهم ثقافيًا وبيئيًا من الكهوف الجيرية على الشاطئ الغربي لبحيرة تي أناو، في جنوب غرب نيوزيلندا. تم إعادة اكتشافهم في عام 1948 من قبل لوسون بوروز، الذي وجد المدخل العلوي بعد ثلاث سنوات من البحث، متتبعًا أدلة في أساطير الماوري القديمة. أصبحت فيما بعد نقطة جذب سياحي رئيسية للمنطقة، حيث أن جزء الكهوف القريبة من شاطئ البحيرة هو موطن للديدان المتوهجة. الاسم غير الرسمي الذي تستخدمه جمعية الكهوف الوطنية هو أورورا. الكهوف حديثة من الناحية الجيولوجية (تقدر بـ12.000 سنة) وبالتالي لا يوجد سوى مقرنصات صغيرة واحدة.